# Gatis Smukulis
Gatis Smukulis (ur. 15 kwietnia 1987 w Valka) – łotewski kolarz szosowy.

## Najważniejsze osiągnięcia
2006
- 1. miejsce w mistrzostwach Łotwy do lat 23 (start wspólny))
- 1. miejsce w mistrzostwach Łotwy do lat 23 (jazda ind. na czas)

2008
- 1. miejsce w Les Boucles du Sud Ardèche
- 1. miejsce w mistrzostwach Łotwy do lat 23 (jazda ind. na czas)

2011
- 1. miejsce na 1. etapie Volta a Catalunya
- 1. miejsce w mistrzostwach Łotwy (jazda ind. na czas)

2012
- 1. miejsce w mistrzostwach Łotwy (jazda ind. na czas)

2013
- 1. miejsce w mistrzostwach Łotwy (jazda ind. na czas)

2014
- 1. miejsce w mistrzostwach Łotwy (jazda ind. na czas)

2015
- 1. miejsce w mistrzostwach Łotwy (jazda ind. na czas)

2016
- 1. miejsce w mistrzostwach Łotwy (jazda ind. na czas)
- 1. miejsce w mistrzostwach Łotwy (start wspólny)